# 篠塚建次郎
篠塚 建次郎（しのづか けんじろう、1948年〈昭和23年〉11月20日 - 2024年〈令和6年〉3月18日）は、日本のラリードライバー。
東京都大田区出身・山梨県北杜市居住。東海大学工学部工業化学科卒業。三菱自動車の社員ドライバーとして活躍し、自動車の世界ラリー選手権（WRC）とパリ・ダカール・ラリー（パリダカ）で日本人初の優勝者となった。また、現在でも日本人唯一のWRCトップカテゴリーでの優勝者である。「生涯現役」を常にモットーとして貫き、75歳時の2023年ラリージャパン時（死去の4か月前）にもスバル・フォレスターで女性初のWRC優勝ドライバーのミシェル・ムートンをコ・ドライバーに迎えデモランを行うなど、生涯にわたり現役プロドライバーであり続けた。愛称は「シノケン」、「ライトニング（稲妻）・ケンジロー」。長男は俳優の絲木建太、義弟は俳優の三浦友和。

## 経歴

### 社員ラリードライバー
小学生の頃は乗馬、中学生は自転車、高校生はオートバイと「乗り物」に親しみながら育つ。1967年、大学入学後に運転免許を取得し、友人の誘いでナビゲーターとしてラリーに参加し魅力を知る。その後はドライバーとして頭角を現し、大学3年の時には三菱自動車のワークスチーム「コルト・モータースポーツクラブ (CMSC)」にスカウトされた。
大学卒業後、1971年に三菱自動車に入社。販売店のセールスマンや整備工場のメカニックを経験しながら、週末はワークスドライバーとして日本各地のラリー競技会に出場し、1971年、1972年にはコルトギャラン1600Lに乗り全日本ラリー選手権で2年連続シリーズチャンピオンを獲得した。1974年から海外のサザンクロス・ラリーに挑戦し、1976年の世界ラリー選手権（WRC）サファリラリーでは日本人初の6位となり、「ライトニング・ケンジロー」の異名をとる。しかし、排気ガス対策のため三菱が1978年にワークス活動を休止したため、篠塚はラリーから離れ、サラリーマンとして働いていた。

### 国際ラリーでの活躍

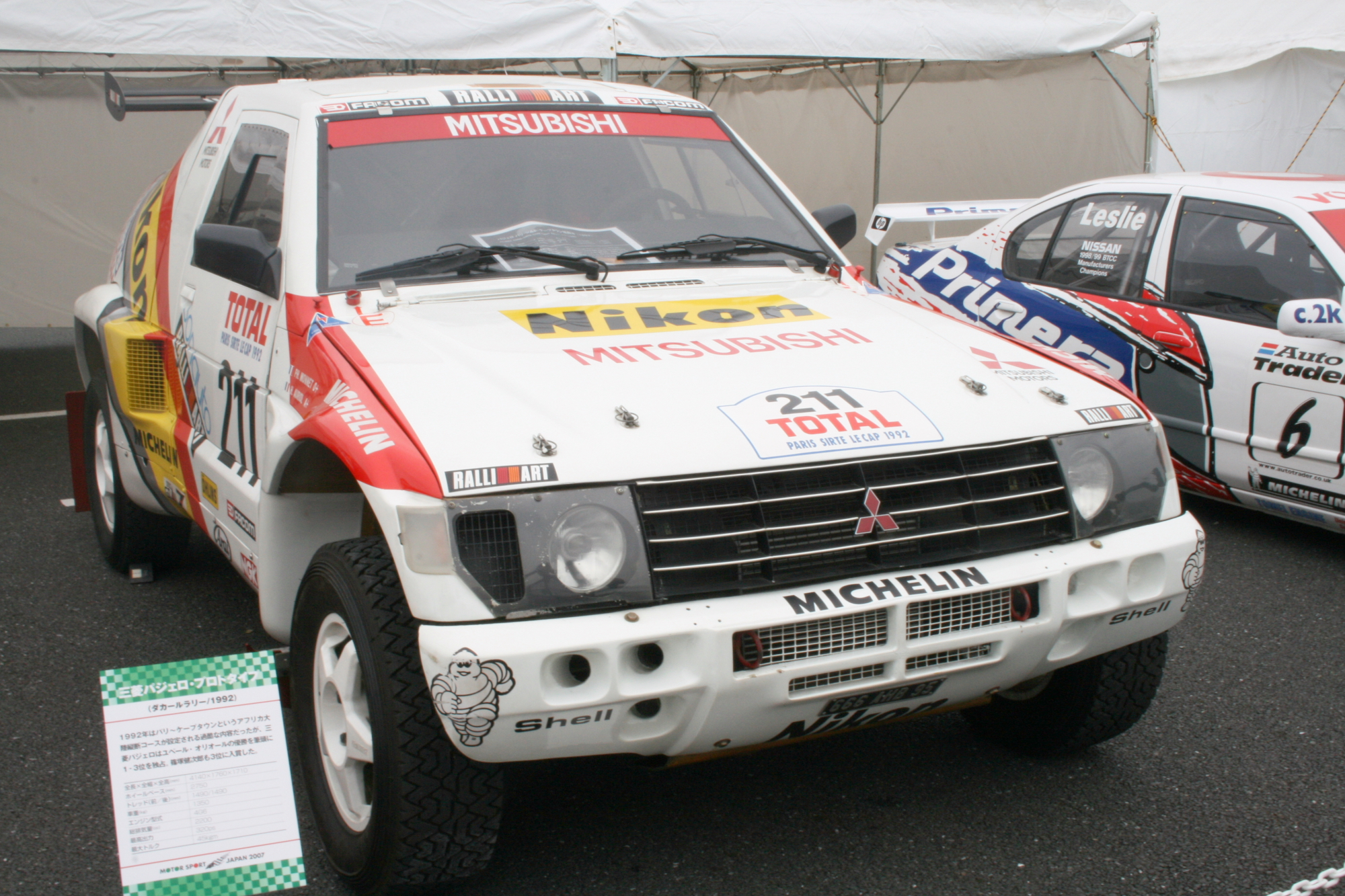
三菱・パジェロ プロトタイプ（1992年モデル）

三菱は1983年より「世界一過酷なモータースポーツ」といわれるダカール・ラリー（パリダカ）にパジェロで参戦、1985年に日本車で初めての総合優勝を果たしたが、日本国内における認知度を高めるためには、日本人ドライバーの活躍が必要と判断した。俳優の夏木陽介と一緒に出場する選手として、当時37歳の篠塚が8年間のブランクを経て競技に復帰することになる。
1986年のパリダカは夏木と共に市販車無改造クラスにディーゼルエンジンのパジェロで初出場し、総合46位（マラソンクラス9位）で完走。
1987年は、より速い車で参戦したいという篠塚の要望により、前々年パトリック・ザニロリが85年大会で優勝した際のマシンである排気量2600 ccのガソリンターボエンジンを搭載したプロトタイプ・パジェロをレストア整備した上で参戦。夏木が監督を務める「チームシチズン夏木」から出場し、三菱のワークスチームを上回る総合3位を獲得。NHKがスポーツニュースで、その健闘ぶりを報じたことでマスコミに注目され、世界最高峰のF1にフル参戦した中嶋悟と並んで「パジェロ・篠塚・パリダカ」の名が一般的に浸透した。1988年は総合2位となり、以後も三菱ワークスのドライバーとして総合優勝争いの前線で走り続けた。1986年 – 2002年までの三菱ワークスドライバー時代のリタイアは1991年のクラッシュと1994年のチーム抗議撤退時と2000年のクラッシュ時の3回のみであった。
1988年にはアジアパシフィックラリー選手権 (APRC) の初代チャンピオンを獲得。WRCでは1991年のコートジボワールラリーでギャランVR-4をドライブし日本人ドライバーとしてWRC初優勝を遂げ、日本人初の国際自動車連盟 (FIA) 公認Aシードドライバーとなる。1992年は同ラリーを連覇。また、サファリラリーでは1994年・1995年にランサーエボリューションをドライブし、2年連続で総合2位入賞を果たしている。
ダカール・ラリーでは参戦12年目の1997年に、48歳にして日本人初の四輪総合優勝を成し遂げた。
2000年のダカール・ラリーでは大転倒で腰骨を骨折。より競技に集中するため家族と共にパリの三菱自動車の事業所に赴任したが、2002年のダカール・ラリーの総合3位を最後に、三菱自動車を退社した。三菱ラリーアート側は53歳という年齢からチームマネージャーへの転身を打診したが、篠塚は現役活動続行にこだわり、結果として30年間の「サラリーマンドライバー」生活を終了してプロドライバーに転向する。
2003年にはプロドライバーとして日産自動車と契約し、ダカール・ラリーに参戦。しかし、高速クラッシュで顔面を強打し負傷。2004年・2005年は日産のサテライトチームから参戦したが、連続リタイアとなり、日産のワークス活動も2005年で打ち切られる。2006年は体力の衰えやラリー活動40年を区切りとして引退することを予告し、初めてプライベーターとして参戦。車両故障でリタイアし、ラリー参戦を一旦終了。山梨県北杜市で1986年より妻とファミリーで立ち上げていたペンション「La VERDUDA」の経営に専念する。
その後、2007年に東洋ゴム工業（現在のTOYO TIRE）からラリー用タイヤの開発を目的として2007年ダカール・ラリー参戦のオファーを受け、イタリアのチームから日産・パスファインダーで出場することになった。その際、前年の引退表明は「表彰台を狙うような走りで勝負するのは今回が最後」という意味であり、ラリーを引退するつもりはないと語った。本番では5年ぶりに完走した。還暦を迎えた2008年も出場を予定していたが、テロ予告により大会が中止となった。南米開催に移行した2009年以降にはダカールラリーへは出場しておらず、2019年のアフリカエコレース参戦までアフリカ大陸のラリー参戦は途絶えることになる。

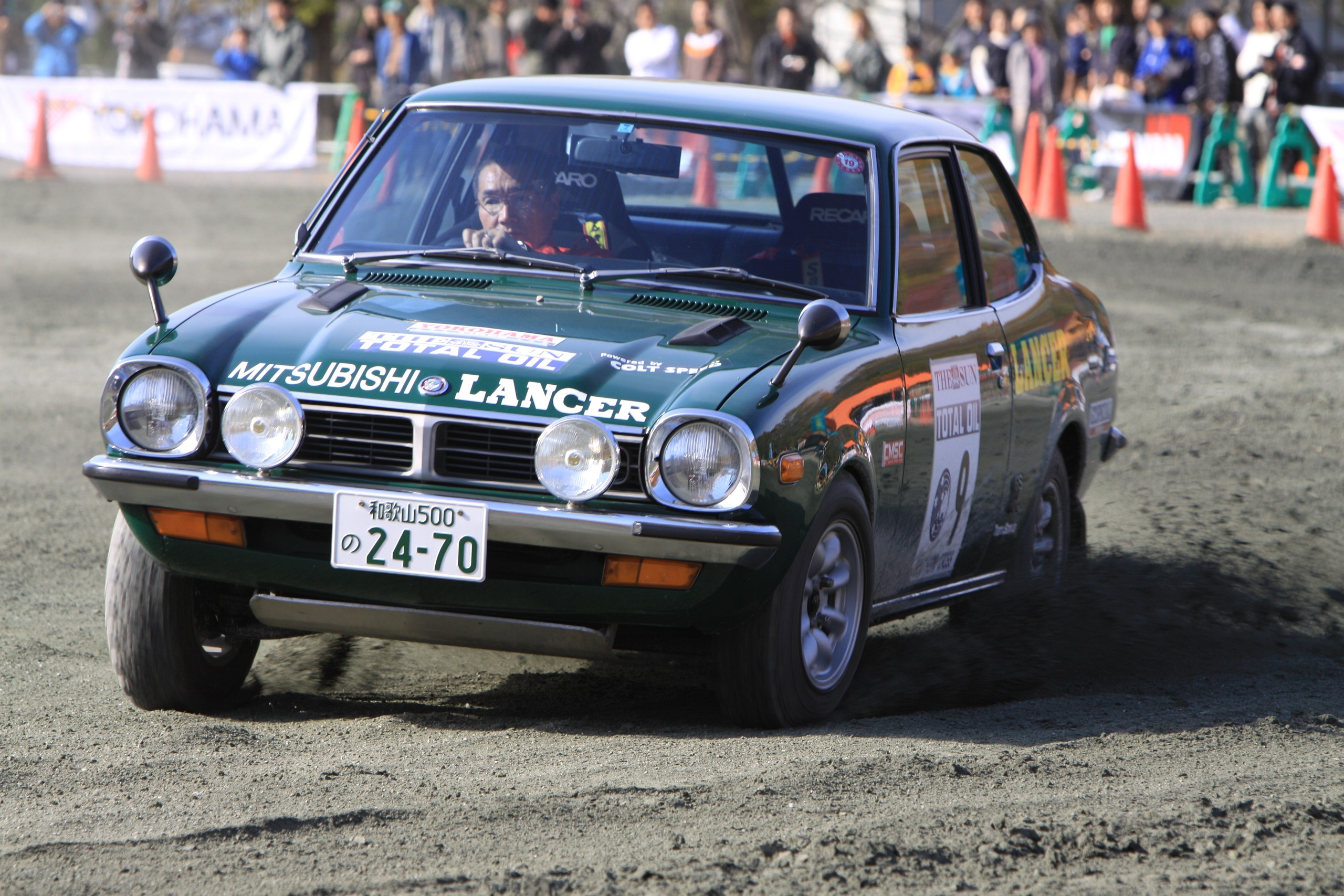
三菱ランサーに乗る篠塚（2008年新城ラリー）

2009年夏にはラリー・モンゴリアに主催者側スタッフとして参加し、リタイアしたドライバー・ナビゲーター等を収容する「カミオンバレー」の運転を担当した。それまで篠塚は「トラックを運転した経験はなく、免許もない」ということで大型免許を取得するところからスタートし、開催期間中はほとんど不眠不休でリタイア者の収容作業にあたることになった。
2010年代はラ・フェスタ・ミッレミリアなど国内外のクラシックカーラリーにも参戦していた。
2015年よりタイで行われるアジアクロスカントリーラリーにスズキ・ジムニーシエラで出場し、2015年 - 2017年にガソリン車改造クラスで優勝した。
70歳を迎えた2019年、アフリカ・エコレースで当時唯一の日本人として初参戦し、いすゞ・D-MAXを操り総合34位完走を果たし、市販車無改造ディーゼルクラス2位。なお、2019年アフリカエコレースが篠塚にとって最後のアフリカ大陸ラリー参戦となった。
2020年のアフリカエコレースへは菅原義正をはじめ複数名の日本人が参戦を表明しており、篠塚がアフリカエコレース日本人参戦の足掛かりを切り拓いたといえる。

### ソーラーカー・チャレンジ

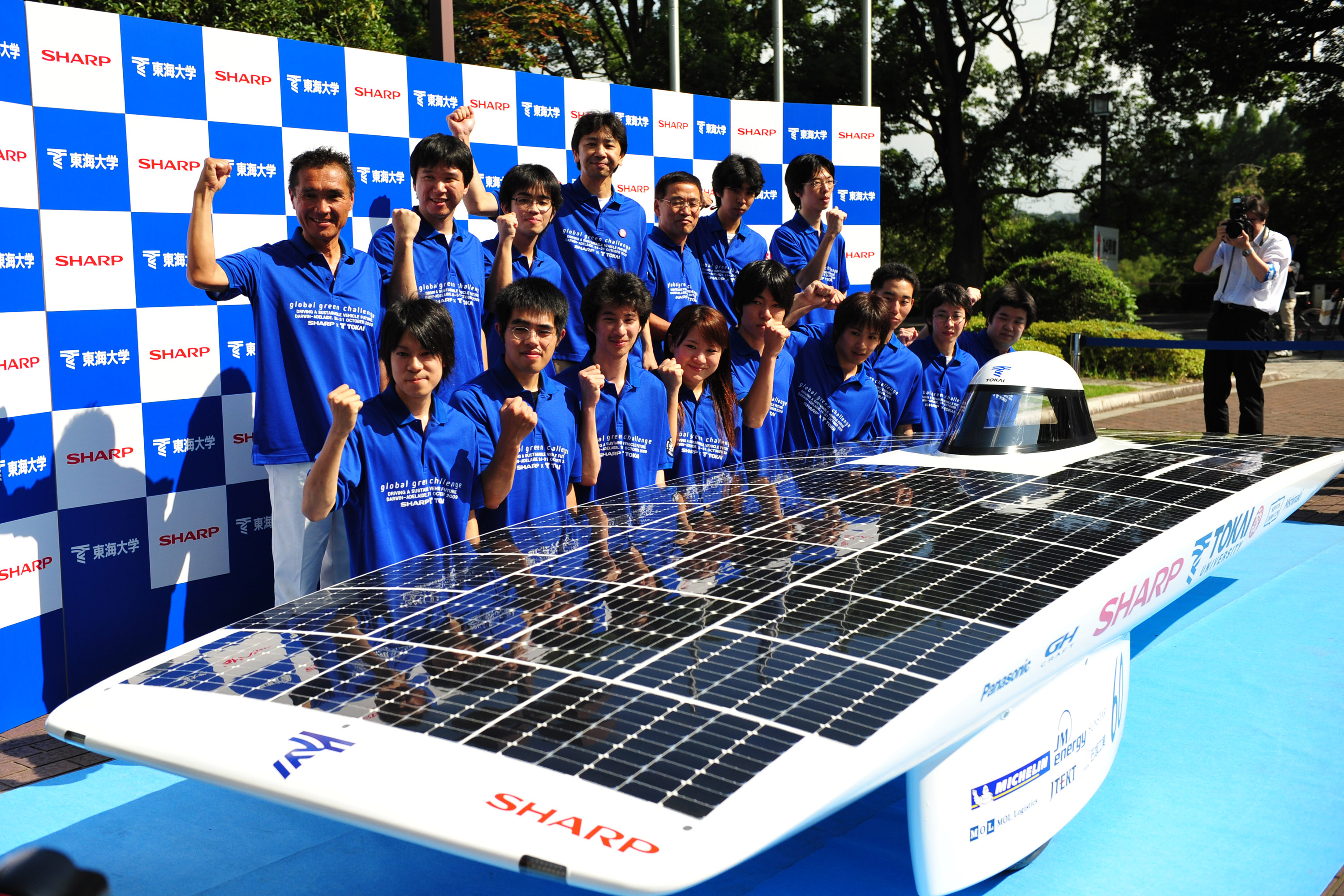
2009年9月にデビューした東海大学ソーラーカー「Tokai Challenger」（篠塚は後列左端）

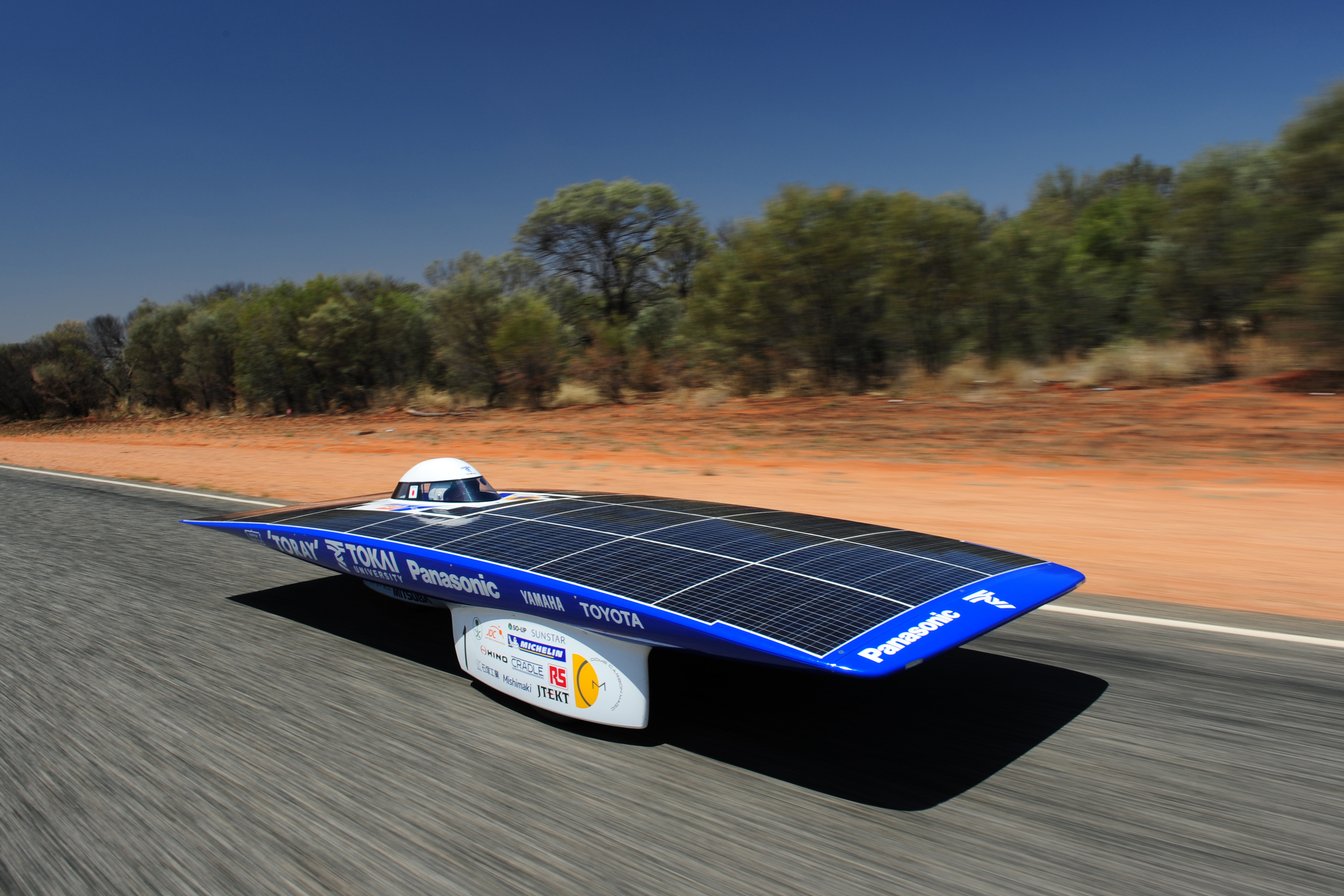
2011 World Solar Challengeで優勝した"Tokai Challenger" 東海大学ソーラーカーチーム

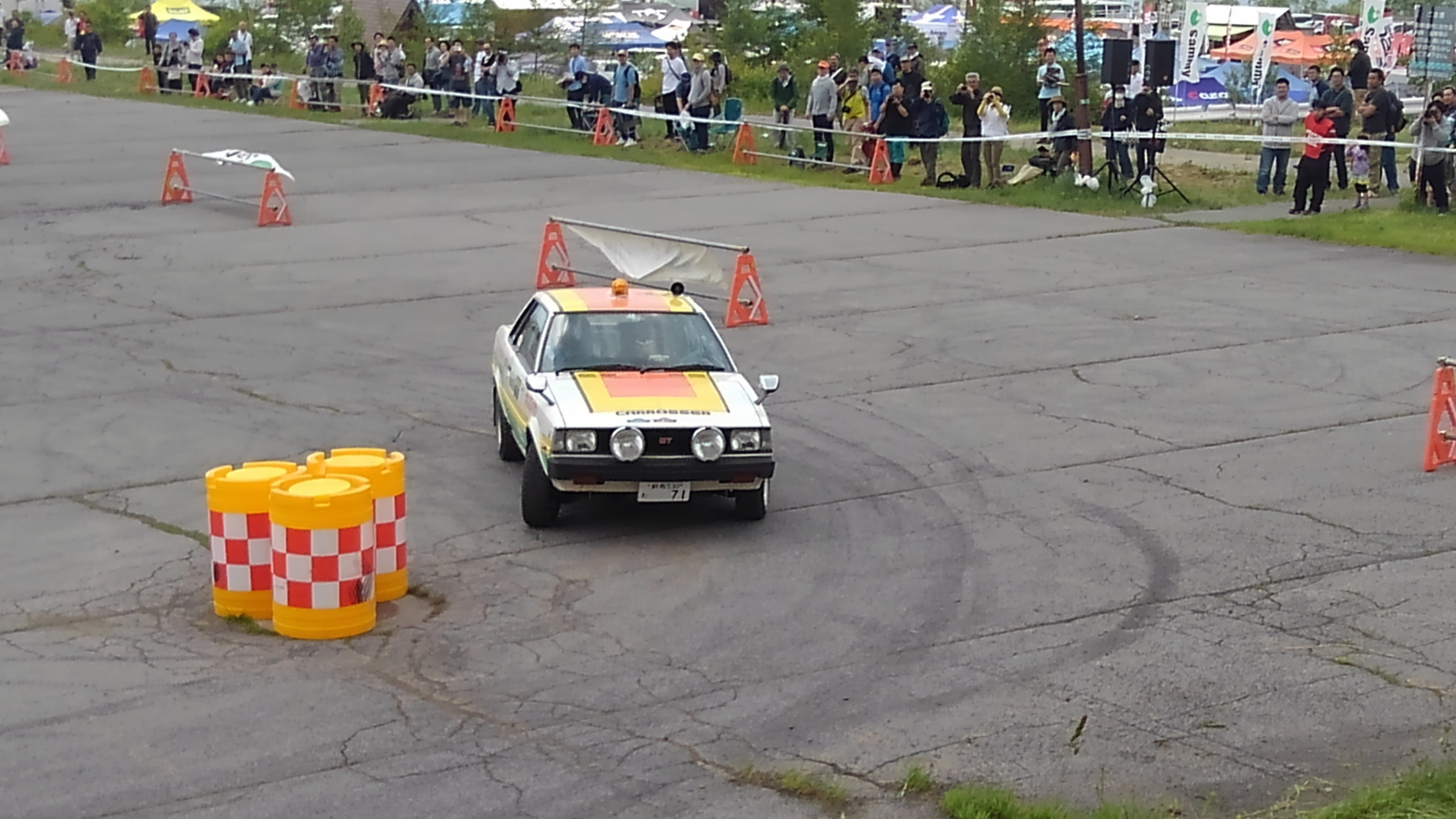
モントレー2018にて、TE71カローラGTの0カーをドライブ

2008年の春、篠塚の母校である東海大学チャレンジセンターのソーラーカーチームの学生らが、同年9月28日 - 10月8日にかけて、南アフリカ共和国で開催される国際自動車連盟公認のソーラーカーラリー「サウス・アフリカン・ソーラー・チャレンジ2008 (SASC 2008)」へ出場に向けて悪戦苦闘している様子を知る。このソーラーカーラリーはアフリカ大陸初の大会となり全長4,000 km超えの世界最長のソーラーカーレースであった。
同大学の木村英樹 (工学者)教授からの要請もあり特別アドバイザーに就任し、ソーラーカーのドライバーも務め、総合優勝の達成に大きく貢献した。
2009年10月、オーストラリア大陸のダーウィン (ノーザンテリトリー) - アデレード間の3,000 kmを走破する、グローバル・グリーン・チャレンジ（ワールド・ソーラー・チャレンジから発展）に、東海大学が製作した新型ソーラーカー「Tokai Challenger」で出場、2位以下に2時間以上の大差を付けて優勝を飾った。このソーラーカーには、シャープが提供する変換効率30%、出力1.8 kWの高性能な太陽電池などが搭載されていた。6 m2以下という太陽電池面積の新レギュレーション下で、世界最速となる100.54 km/hの平均速度記録を樹立した。レース中の最高速度は、チーム計測値で123 km/hを記録した。この際のソーラーカー東海チャレンジャーはトミカ26番でミニカー化もされた。
2010年5月23日、高橋尚子がフロントランナーを務める「スマイル・アフリカ・プロジェクト」の「第2回ソトコト・サファリ・マラソン」において、先導車として用意されたソーラーカー「ELA」をドライブ。7月9 - 11日にかけて群馬県の伊香保温泉で開催されたクラシックカーラリー「スプレンドーレ伊香保」にアルファロメオ・2600スパイダーで出場、40位で完走した。このラリーでは息子の建太がコ・ドライバーを務め、初の親子参戦が実現している。2010年9月22 - 10月2日、サウス・アフリカン・ソーラー・チャレンジ2010に出場する東海大学チャレンジセンターチームに参加し、ソーラーカーTokai Challengerのドライバーを担当する。総走行距離4061.8 kmを45時間5分で走行して優勝し、同大会で二連覇を達成。このときの平均速度は90.1 km/hであった。
2011年10月、オーストラリアで開催されたワールド・ソーラー・チャレンジに、東海大学チームのドライバーとして参戦し、2009年に続き大会二連覇、南アフリカ大会と合わせた国際ソーラーカーレースで4連覇を達成した。
2012年、4年間ドライバーを務めた東海大学チームを離れ、本人が代表を務める「ソーラーカーチーム篠塚」を結成。東芝、鈴与などがスポンサーとなった。FIA公認のソーラーカーレース鈴鹿ではオリンピアクラス3位、サソール・ソーラー・チャレンジ・サウスアフリカでは総合2位（アドベンチャークラス優勝）となった。この南アフリカ大会の模様は、2012年10月27日にBS-TBSで放送され、実子の絲木建太がナレーションを務めた。
2014年8月、沖縄県宮古島市の下地島空港の滑走路にてソーラーカー世界最高速記録を更新。滑走路往復500 m走行を光電管で計測し、8月22日にはギネス公式認定員立会いの下、それまでの世界最高速記録だった88.738 km/hを破る88.891 km/hを記録し、即日認定された。8月20日にも91.332 km/hを出して世界最高速記録を更新していたが、当日は認定員不在だったために後日証拠とともに申請し、その記録も認められたため、最終的な認定記録は91.332 km/hとなった。

### 日本自動車殿堂
2022年11月8日、特定非営利活動法人日本自動車殿堂は、篠塚の日本自動車殿堂入りを発表。当時現役であったラリードライバーの日本自動車殿堂入りは史上初である。

### 死去
2024年3月18日、膵臓がんの為に入院先の長野県諏訪市内の病院にて死去。享年76歳、満75歳没。
ひろ子夫人は篠塚の死を公表する際、この3週間、篠塚建次郎は頑張って頑張って、サハラ砂漠と闘ってきたのだと思います。そして今朝、（パリ・ダカールラリーのラストランとなる）ラックローズにゴールしました。本当によく走り続けました。どうぞ皆様も篠塚を褒めてやってください。長く応援していただきありがとうございました。とコメントを発表した。

## エピソード
- 1987年のパリダカで総合3位を獲得して2カ月ぶりに帰国した際、空港に大勢の報道陣がいた。「同じ便に誰か有名人が乗っていたのかな」と思いながらゲートを出ると、自分を目当てにして集まっていたのだと知り驚いたという[35]。
- 三菱の社員時代はパリダカで有名になってからも特別待遇はなく、成績がよければ報奨は出たものの、概ね普通のサラリーマンと同じ給料だった。ラリー出場期間中は「海外出張」扱いで、出張報告書には「車中泊」と記入していた[36]。自ら会社の広告塔として意欲的に働き、1988年から2002年まで「パリダカ報告会」のため増岡浩とともに全国のギャラン店ディーラーを回ってトークセッションやサイン会やプロトタイプパジェロの展示を行っていた。三菱車顧客だけでなく三菱ディーラー関係者へのサインにも応じるなど気さくな人柄で知られた。
- 妻のひろ子は俳優三浦友和の姉で、本人も「牧陽子→三浦弘子」の名で歌手として活動していた。1976年、サファリラリーのドキュメンタリー映画の全国キャンペーンツアーに新人歌手だった牧陽子が同行した時に篠塚と知り合い、交際し始めたが1年ほどして別れた[37]。10年後、ひろ子が芸能界を引退して山梨県の清里高原でペンション「La VERDURA」の経営を始める頃、夏木陽介からパジェロを薦められたことをきっかけに偶然再会し、1987年に結婚した[38]。当時パリダカ3位で注目されていた篠塚は「山口百恵の義姉と結婚する」という話題性もあり芸能ニュースでも報じられた。その後誕生した長男の篠塚建太は、俳優として絲木建太の名で活動している。
- 2002年、ダカール・ラリーのゴール地であるセネガルの首都ダカールに隣接するヨッフ市に「マム・アラッサン・ライ・ド・ヨッフ小学校(通称エコール・ケンジロウシノヅカ、日本語で言う篠塚建次郎小学校)」を寄贈した[39]。毎年ラリーの終了後に小学校を訪れ、2007年までサービスカーに積んできた文房具を届けていた。そして2019年のアフリカエコレースで完走した際も12年ぶりに当地を訪れ清里の地元の人より集まった文房具をマム・アラッサン・ライ・ド・ヨッフ小学校へ寄付している。2022年12月にも、[手を洗おう会]の協力で集まった石鹸、高根中学校・長坂中学校の協力により集まった文房具・本・スポーツギア等を持参し、小学校へ訪問。これが篠塚にとって、建次郎小学校への最後の訪問となった。[40]

## モータースポーツでの成績
| 年   | チーム                                                                 | 車両                                                    | コ・ドライバー           | 成績         | 備考                                                                                            |
| ---- | ---------------------------------------------------------------------- | ------------------------------------------------------- | ------------------------ | ------------ | ----------------------------------------------------------------------------------------------- |
| 1986 | チームシチズン夏木 (ゼッケン#344 ライセンスNo. TKS46TE6382)            | 三菱・パジェロ （市販車無改造）                         | フィリップ・ボカンデ     | AUTO部門46位 |                                                                                                 |
| 1987 | チーム三菱シチズン夏木 (ゼッケン#309 ライセンスNo. 9133XW95)           | 三菱パジェロ プロト                                     | フヌイユ                 | AUTO部門3位  |                                                                                                 |
| 1988 | チーム三菱シチズン夏木 (ゼッケン#215 ライセンスNo. 3597YK95)           | 三菱パジェロ プロト                                     | アンリ・マーニュ         | AUTO部門2位  |                                                                                                 |
| 1989 | チーム三菱シチズン夏木 (ゼッケン#212 ライセンスNo. 8124ZC95)           | 三菱パジェロエッグシェイプエアロタイプ                  | アンリ・マーニュ         | AUTO部門6位  |                                                                                                 |
| 1990 | チーム三菱シチズン夏木 (ゼッケン#209 ライセンスNo. 8124ZC95)           | 三菱パジェロエッグシェイプエアロタイプ                  | アンリ・マーニュ         | AUTO部門5位  |                                                                                                 |
| 1991 | チーム三菱シチズン夏木 (ゼッケン#207 ライセンスNo. 888AFF95)           | 三菱パジェロプロトタイプ1型                             | アンリ・マーニュ         | DNF          |                                                                                                 |
| 1992 | チーム三菱シチズンロスマンズ夏木 (ゼッケン#213 ライセンスNo. 111AMF95) | 三菱パジェロプロトタイプ2型                             | アンリ・マーニュ         | AUTO部門3位  |                                                                                                 |
| 1993 | チーム三菱シチズン夏木 (ゼッケン#205 ライセンスNo. 111AMF95)           | 三菱パジェロプロトタイプ3型                             | アンリ・マーニュ         | AUTO部門5位  |                                                                                                 |
| 1994 | 三菱石油ラリーアート (ゼッケン#210 ライセンスNo. 639AZJ95)             | 三菱パジェロプロトタイプ4型                             | アンリ・マーニュ         | DNF          | 三菱ワークスの2台のみが完走した難関ステージが、主催者の判断によりキャンセルされたことへの抗議。 |
| 1995 | 三菱石油ラリーアート (ゼッケン#204 ライセンスNo. 639AZJ95)             | 三菱パジェロプロトタイプ4型                             | アンリ・マーニュ         | AUTO部門3位  |                                                                                                 |
| 1996 | 三菱石油ラリーアート (ゼッケン#204 ライセンスNo. 639AZJ95)             | 三菱パジェロプロトタイプ6型                             | アンリ・マーニュ         | AUTO部門17位 |                                                                                                 |
| 1997 | 三菱石油ラリーアート (ゼッケン#205 ライセンスNo. 993BSP95)             | 三菱パジェロ (T2)                                       | アンリ・マーニュ         | AUTO部門優勝 |                                                                                                 |
| 1998 | 三菱石油ラリーアート (ゼッケン#204 ライセンスNo. TKS35NI7584)          | 三菱・パジェロエボリューション （市販車改造）           | アンリ・マーニュ         | AUTO部門2位  |                                                                                                 |
| 1999 | 三菱石油ラリーアート (ゼッケン#202 ライセンスNo. TKS35NI7027)          | 三菱・パジェロエボリューション （市販車改造）           | アンリ・マーニュ         | AUTO部門4位  |                                                                                                 |
| 2000 | 日石三菱ラリーアート (ゼッケン#254)                                    | 三菱パジェロ （市販車改造）                             | ドミニク・セリエス       | DNF          |                                                                                                 |
| 2001 | 日石三菱ラリーアート (ゼッケン#203)                                    | 三菱パジェロ （市販車改造）                             | フレッド・ギャラハー     | AUTO部門33位 |                                                                                                 |
| 2002 | 日石三菱ラリーアート (ゼッケン#210)                                    | 三菱パジェロ （市販車改造）                             | ティエリー・デリゾッティ | AUTO部門3位  |                                                                                                 |
| 2003 | 日産ラリーレイドチーム (ゼッケン#201)                                  | 日産ピックアップ （スーパープロダクション）             | ティエリー・デリゾッティ | DNF          |                                                                                                 |
| 2004 | チーム日産・ドスード (ゼッケン#215)                                    | 日産ピックアップ （スーパープロダクション）             | アルノー・デブロン       | DNF          |                                                                                                 |
| 2005 | チーム日産・ドスード (ゼッケン#319)                                    | 日産ピックアッププロトタイプ （スーパープロダクション） | パスカル・メモン         | DNF          |                                                                                                 |
| 2006 | 日産テクノスポーツ・イタリア (ゼッケン#330)                            | 日産ピックアッププロトタイプ （スーパープロダクション） | Roberto di Persio        | DNF          |                                                                                                 |
| 2007 | 日産テクノスポーツ・イタリア (ゼッケン#242)                            | 日産・パスファインダー （市販車改造）                   | Roberto di Persio        | AUTO部門59位 |                                                                                                 |

| 年   | イベント               | 車両                              | コ・ドライバー       | 成績     | 備考                                     |
| ---- | ---------------------- | --------------------------------- | -------------------- | -------- | ---------------------------------------- |
| 1999 | イタリアン・バハ       | 三菱パジェロエボリューション (T2) | ジル・ピカール       | 総合優勝 | (ゼッケン#201 ライセンスNo. TKS35NI7584) |
| 2000 | ポーラスパンパスラリー | 三菱パジェロ (T2)                 | フレッド・ギャラハー | 総合優勝 | (ゼッケン#205 ライセンスNo. TKS35NI7584) |

| 年   | イベント                                    | 車両                              | コ・ドライバー              | 成績     | 備考                  |
| ---- | ------------------------------------------- | --------------------------------- | --------------------------- | -------- | --------------------- |
| 1976 | サファリラリー (ケニア)                     | 三菱・ランサー1600GSR             | Bob Graham (ボブ・グラハム) | 6位      |                       |
| 1991 | アイボリーコーストラリー (コートジボワール) | 三菱・ギャラン                    | ジョン・メドウス            | 総合優勝 | 日本人初のWRC総合優勝 |
| 1992 | アイボリーラリー (コートジボワール)         | 三菱・ギャラン                    | ジョン・メドウス            | 総合優勝 |                       |
| 1993 | サファリラリー (ケニア)                     | 三菱・ランサーエボリューション    | ペンティ・クゥッカラ        | DNF      |                       |
| 1994 | サファリラリー (ケニア)                     | 三菱・ランサーエボリューション    | ペンティ・クゥッカラ        | 2位      |                       |
| 1996 | サファリラリー (ケニア)                     | 三菱・ランサーエボリューションIII | ペンティ・クゥッカラ        | 6位      |                       |
| 1997 | ラリー・オーストラリア (オーストラリア)     | 三菱・ランサーエボリューションIII | フレッド・ゴセンタス        | DNF      |                       |

| 年   | イベント             | 車両          | 成績                             |
| ---- | -------------------- | ------------- | -------------------------------- |
| 2019 | アフリカ・エコレース | いすゞ・D-MAX | T2ディーゼルクラス2位 / 総合34位 |

## 著書
- 篠塚建次郎無敵のno.1テクニック : WRC優勝ドライバーが鍛える! 市街地走行からWRCのスーパーテクニックまで（三推社、1992年 ISBN 4061796097）
- より熱く耐えて挑む 燃える男のすばらしきラリー人生（日本文芸社、1992年 ISBN 4537022868）
- 楽しいアウトドア・クッキング（日本文芸社、1992年 ISBN 4537015748）※三浦弘子との共著
- 篠塚建次郎のサバイバル流ドラテク専科（三栄書房、1992年）
- 砂漠の死闘 ’94パリ～ダカール～パリ 魔の砂丘越えに命を賭けた熱き男のチャレンジ魂!!（日本文芸社、1994年 ISBN 4537023988）
- 風のように パリ・ダカ13万キロ（読売新聞社、1997年 ISBN 4643971037）
- ラリーバカ一代（日経BP社、2006年 ISBN 4822245632）

## メディア出演

### 広告・CM出演
- S&B ゴールデンカレー(1976サファリラリーの映像と共に)
- 三菱石油（現ENEOS）「グランZ」（エンジンオイル）
- 三菱電機「カーナビゲーションシステム•一発ナビ」
- 三菱自動車工業
  - ランサーエボリューションIV
  - パジェロエボリューション

### テレビ出演
- TBS 男女7人夏物語 第7話
- 関西テレビ とんねるずのハンマープライス
- NHK総合 ワンダー×ワンダー ソーラーカー大陸縦断レース
- NHK BShi ハイビジョン特集 疾走3000km〜大陸縦断ソーラーカーレース〜
- 山梨放送 カナエルチカラ2009 太陽がくれたチャンス
- BSフジ 高橋尚子のスマイルアフリカプロジェクト 一足のシューズが命を守る
- BS-TBS ソーラーカー世界最速に挑む〜篠塚建次郎の挑戦〜
- BS日テレ おぎやはぎの愛車遍歴#196・2017年4月8日
- フジテレビ クイズ脳!ベルshow#503・#504・2019年7月10日

### ラジオ
- 「シノケン・ヒロコのラリーダイアリー」（東海ラジオ、1983年から2002年まで）